# Cladium mariscus
Cladium mariscus là một loài thực vật có hoa trong họ Cói. Loài này được (L.) Pohl mô tả khoa học đầu tiên năm 1809.

## Hình ảnh

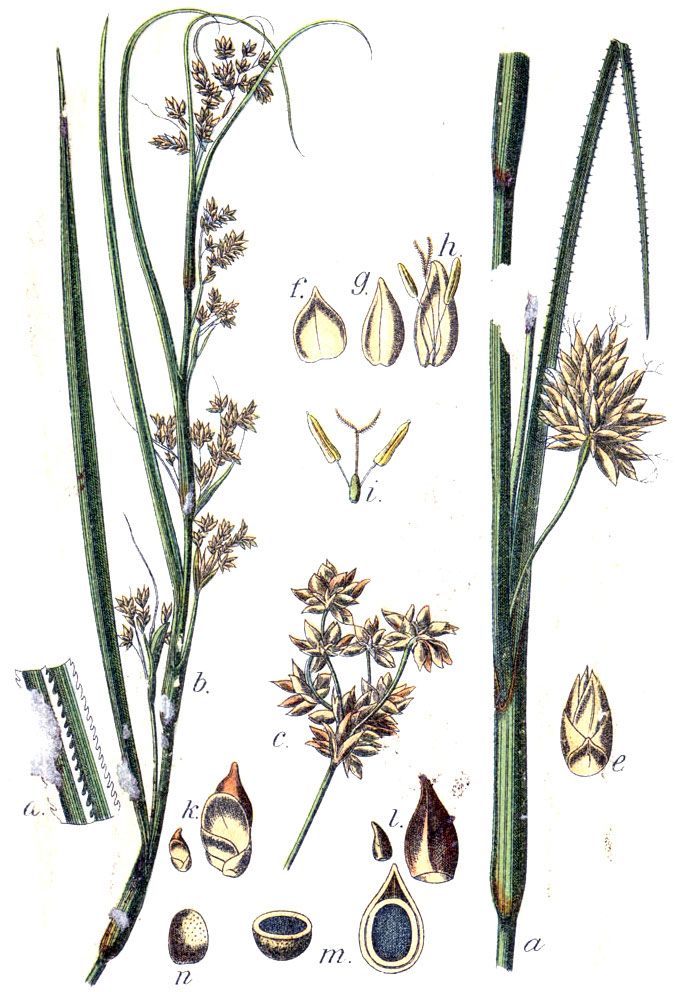
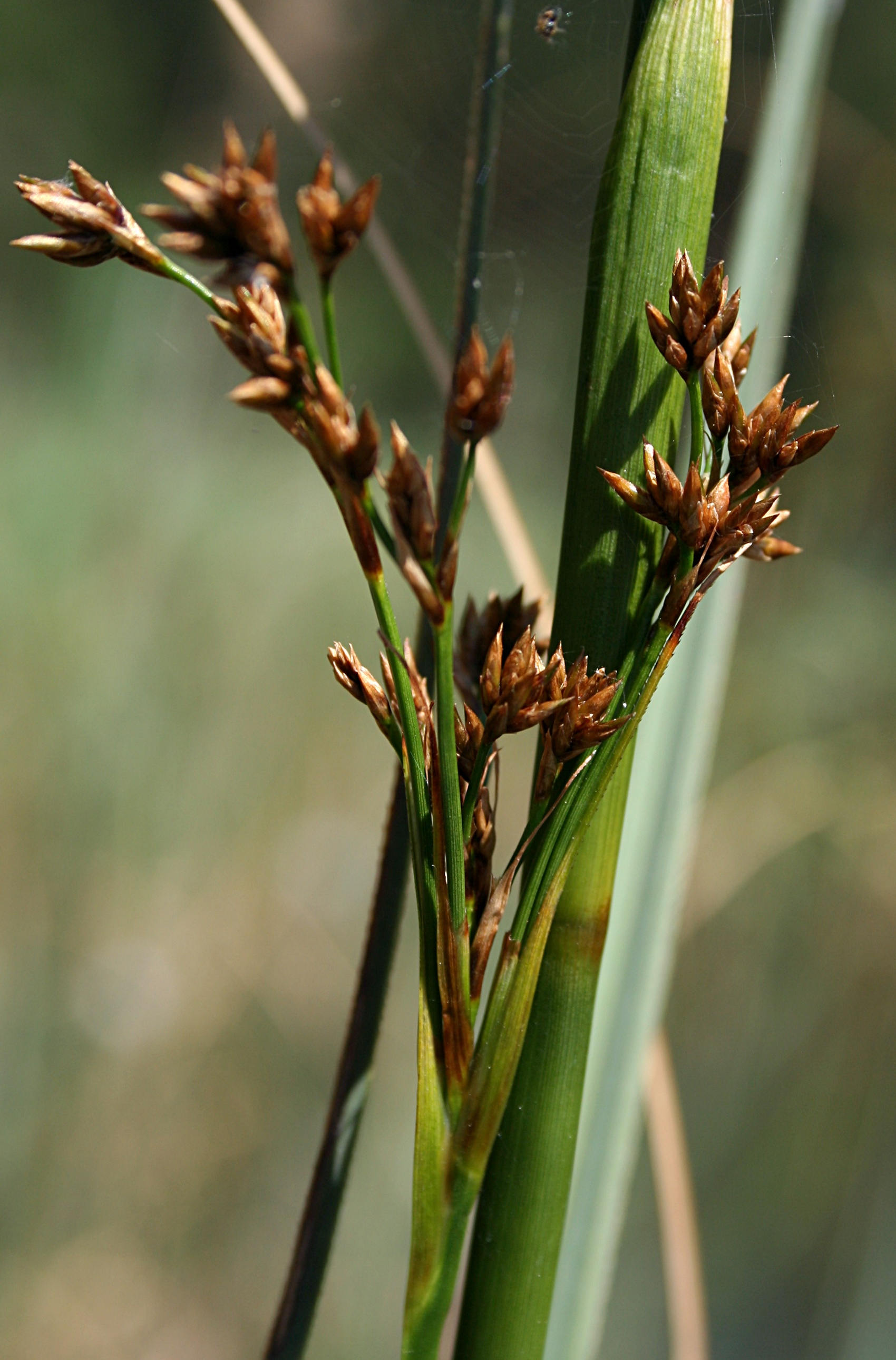
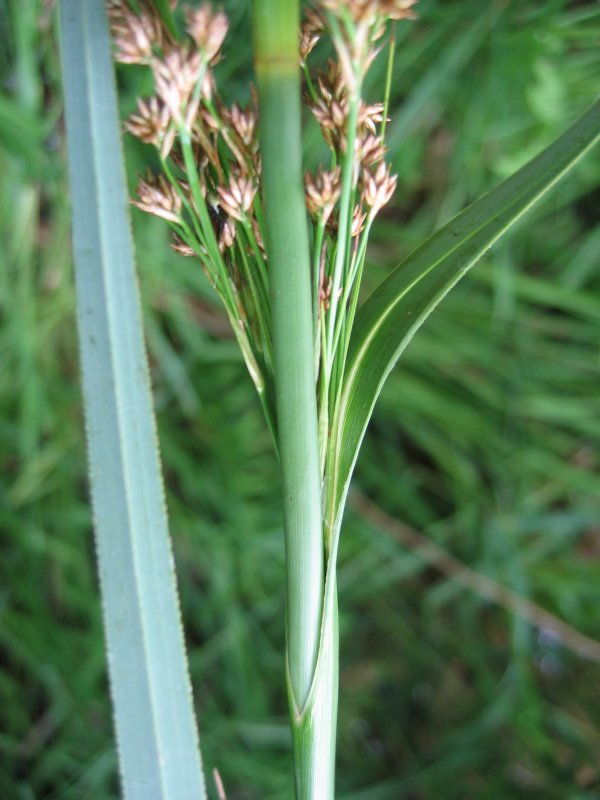
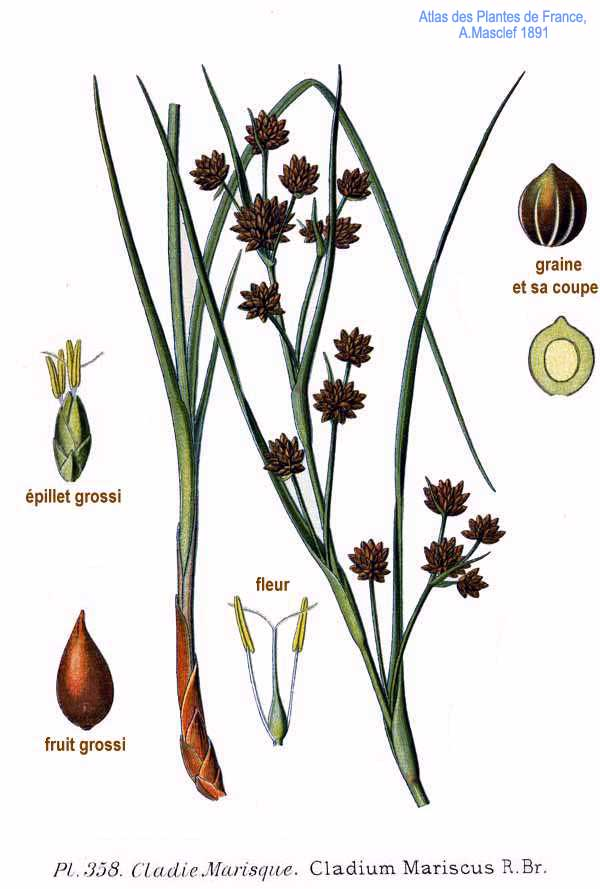